# Henryk Kowalski (koszykarz)
Henryk Kowalski ps. Hak (ur. 1914, zm. 6 sierpnia 1944 w Warszawie) – polski lekarz, koszykarz, piłkarz ręczny i żołnierz ZWZ oraz AK.

## Życiorys
Z wykształcenia był lekarzem. Jako sportowiec występował w barwach AZS Warszawa. Był reprezentantem Polski. W latach 1935 oraz 1937 był akademickim wicemistrzem świata w koszykówce. W 1938 był wicemistrzem Polski w piłce ręcznej. Jednocześnie pracował jako instruktor gier zespołowych. 
Po napaści Niemiec na Polskę, już od jesieni 1939, brał udział w działaniach konspiracyjnych (Związek Walki Zbrojnej). Był członkiem organizacji Polska Niepodległa. W powstaniu warszawskim walczył jako żołnierz 116. plutonu AK (w Zgrupowaniu „Bartkiewicz”). Zginął jako podchorąży lub sierżant niedaleko od Arbeitsamtu przy ulicy Mazowieckiej.